# Schwertfischverwandte
Die Schwertfischverwandten (Xiphioidea) sind eine Gruppe großer, pelagisch in allen Weltmeeren lebender Raubfische. Innerhalb der Schwertfischverwandten werden zwei Familien unterschieden, die Xiphiidae mit dem Schwertfisch als einziger rezenter Art und die Speerfische (Istiophoridae), zu denen man 9 bis 11 Arten zählt.

## Merkmale
Schwertfischverwandte werden 1,8 bis fünf Meter lang. Ihr Körper ist auf schnelles Schwimmen ausgelegt, langgestreckt und spindelförmig oder seitlich abgeflacht. Kennzeichen der Gruppe ist ein verlängertes Oberkiefer-Rostrum, das beim Schwertfisch „schwert“artig abgeflacht ist und bei den Speerfischen einen runden Querschnitt hat. Die Brustflossen aller Schwertfischverwandten sind steif und schlank, die Bauchflossen der Speerfische ebenfalls. Beim Schwertfisch fehlen sie. Rücken- und Afterflosse sind immer zweigeteilt in eine große vorstehende Flosse und einen kleineren, weiter hinten liegenden Teil, der die Funktion der Flössel der „Scombroidei“ hat. Die Schwanzflosse ist sehr steif, sichelförmig und bildet das Hauptantriebsorgan. Die Rumpfmuskulatur wirkt durch Sehnen vorwiegend auf sie. Der Schwanzflossenstiel wird beim Schwertfisch von einem Kiel auf jeder Seite stabilisiert, die Speerfische tragen zwei Kiele auf jeder Seite.

## Systematik
Zusammen mit den verwandten Barrakudas wurden die Schwertfischverwandten den Makrelenartigen zugerechnet, stehen den Schlangenmakrelen, Haarschwänzen, Makrelen und Thunfischen jedoch phylogenetisch nicht besonders nahe, sondern sind eher mit den Stachelmakrelen, den Snooks, den Mondbarschen, den Schützenfischen und den Plattfischen verwandt. Betancur-R. und Kollegen ordneten sie deshalb in ihrer Revision der Knochenfischsystematik in die Gruppe der Carangaria und erhoben sie in den Ordnungsrang. In einer im Mai 2020 veröffentlichten Revision der Ordnung Carangiformes wurden die Schwertfischverwandten dagegen im Rang einer Teilordnung in diese Ordnung einbezogen. Die Revision wurde von der monatlich aktualisierten systematischen Fischdatenbank "Eschmeyer's Catalog of Fishes" schon Anfang Juni 2020 so übernommen. Die Schwestergruppe der Schwertfischverwandten sind die Mondbarsche (Menidae), die mit Mene maculata nur einen rezenten Vertreter haben. Mondbarsche und Schwertfischverwandte bilden zusammen die Unterordnung Menoidei innerhalb der Carangiformes.

## Fossilbericht

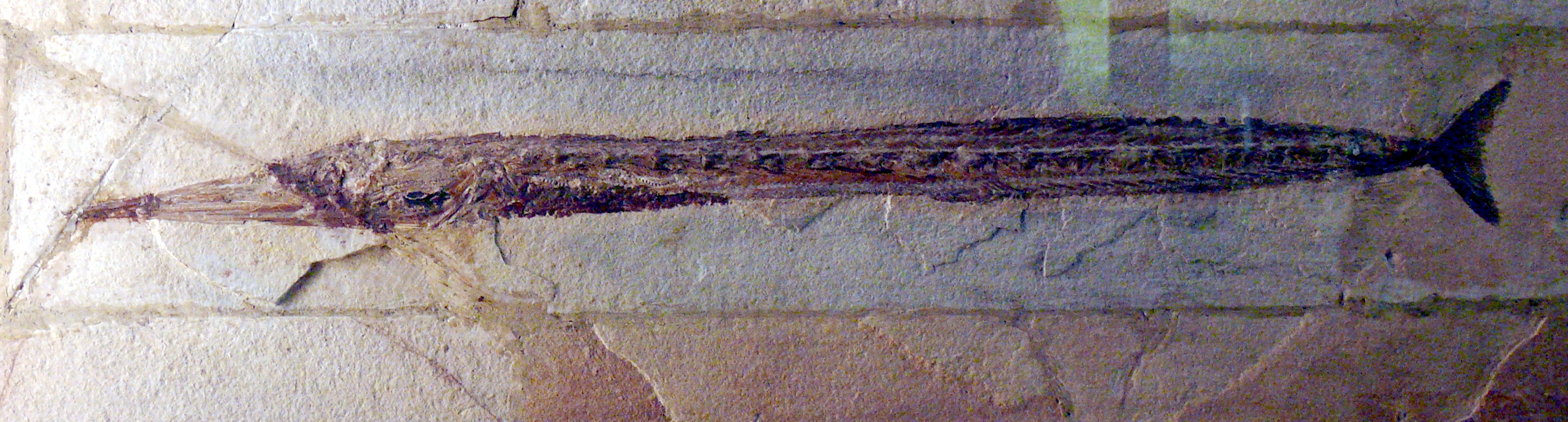
Blochius longirostris aus dem Eozän von Monte Bolca (Italien).

Neben den beiden rezenten Familien sind mit den Hemingwayidae, den Palaeorhynchidae und den Blochiidae drei ausgestorbene, nur durch Fossilien bekannte Familien beschrieben worden, die zuerst vor 56 Millionen Jahren im Paläozän, vor 53 Millionen Jahren im frühen Eozän und vor 14 Millionen Jahren im mittleren Miozän auftraten. Die Xiphiidae erschienen im frühen Eozän vor 53 Millionen Jahren, Xiphias vor 15 Millionen Jahren im mittleren Miozän – zur selben Zeit, als auch die ersten Istiophoridae erschienen.

## Belege
1. ↑  Thomas M. Orrell, Bruce B. Collette, G. David Johnson: Molecular data support separate scombroid and xiphioid clades. Bulletin of Marine Science, Volume 79, Number 3, November 2006, Seiten 505–519 (Abstract und Link zum Volltext)
2. ↑  Blaise Li, Agnès Dettaï, Corinne Cruaud, Arnaud Couloux, Martine Desoutter-Meniger, Guillaume Lecointre: RNF213, a new nuclear marker for acanthomorph phylogeny. Molecular Phylogenetics and Evolution 50 (2009): 345–363 doi:10.1016/j.ympev.2008.11.013
3. ↑  Ricardo Betancur-R, Edward O. Wiley, Gloria Arratia, Arturo Acero, Nicolas Bailly, Masaki Miya, Guillaume Lecointre und Guillermo Ortí: Phylogenetic classification of bony fishes. BMC Evolutionary Biology, BMC series – Juli 2017, DOI: 10.1186/s12862-017-0958-3. Seite 24.
4. 1 2  Matthew G. Girard, Matthew P. Davis, W. Leo Smith: The Phylogeny of Carangiform Fishes: Morphological and Genomic Investigations of a New Fish Clade. Copeia, 108(2):265-298 (2020). doi: 10.1643/CI-19-320
5. ↑  Eschmeyer's Catalog of Fishes: Species by Family/Subfamily